# Soixante-dix s'efface

Soixante-dix s'efface (Siebzig verweht) est le titre du journal intime tenu par Ernst Jünger de 1965 à 1996 (soit jusqu’à deux ans avant sa mort).
Les cinq volumes en ont été publiés en français chez Gallimard. Le titre donné à cette œuvre tire son inspiration du Psaume XC, verset 10 :
« Nos années se passent en de vaines inquiétudes, comme celles de l'araignée ; et les jours de tous nos ans ne vont ordinairement qu'à soixante-dix années. »
Le premier volume du journal commence le 30 mars 1965, jour du 70e anniversaire de l'auteur et le cinquième se clôt sur la journée du 17 mars 1996.
Le journal repose notamment sur des récits de voyage de l'auteur et des extraits de sa correspondance.